# Русалка
Русалка је једна од водених вила из народних веровања словенских народа.
Литература о русалкама прилично је велика, и она је доказала несловенско порекло имена русалки. Народна етимологија довела је русалке у везу са речју русло (поток), те нам је тако много допринела за изучавање русалки.
Наследнице вила код Руса изгледа да су биле русаљке. Ово име новијег је датума, и постало је од римског rosaria или pascha rosarum. Замена имена вила у русалке извршило се у доба примања хришћанства (или можда нешто раније), па се онда назив русалка раширио по многим словенским земљама и ван Русије, иако је прапостојбина вила у Русији. Тако имамо у Бугарској: русална гробишта; у Србији: црква Свете Богородице Русалије или Свете Тројице Русалије у околини Ниша; у Словенији (близу хрватске границе) код Метлике три цркве једна до друге под именом Росалнице.
Својства вила и русалки су иста, и русалке као и виле живе у води, пољима и шумама. И њих се Руси боје, као и Срби својих вила или Бугари својих самовила. Митска бића слична вилама и русалкама код Чеха би била Vodni Panny; код Словака – Vodopanenky, које излазе каткад из својих кристалних дворова на забаве младежи; код Лужичана – Wodne jugfry; код Пољака – Bogunki, које опет вуку несмотрене у водне дубине.
У митологији Источних Словена то су натприродна бића замишљана у облику дугокосих лепих младих девојака, које у ноћима младог месеца играју на пропланцима, овенчане зеленим венцима. Непријатељски су расположене према људима. Често маме пролазнике, задају им различите загонетке или их убијају гласним смехом. То су, у ствари, душе умрлих девојака, првенствено утопљеница или оних које су умрле насилном смрћу. У недељу после Духова оне излазе из воде, ходају по пољу или се пењу на дрвеће. Опасно је да се те недеље било ко купа у реци или језеру, јер га русалке могу одвући у дубину. Разни обичаји показују да су русалке тесно повезане са водом и растињем, али и са светом мртвих.
По предању, вјечито су младе и лијепе, са дугим расплетеним риђим косама спуштеним низ леђа. Ако би неко чуо пјесму русалки, или ако би их како угледао при игри, намах би онијемио. Русалке такође примамљују и даве људе, којима нису баш наклоњене. Најјаче средство против русалки је пелин, а користан је и бијели лук.
Русалке обитавају са водењацима, а каткад и саме у мањим ријекама и језерима гдје водењака нема. Имају своју краљицу која их дозива трубом и подређена је краљу водењака.